# ホレックス
ホレックス（Horex）はドイツのオートバイメーカーである。1920年にRex glassware companyによって設立され、HomburgとREXの合成語のブランドとして誕生した。ホレックスはオーバーウルゼルからコロンバス4ストロークエンジンを搭載したオートバイが作られた。1925年にはホレックスにコロンブスは吸収された。ホレックスは250ccから600ccまでの6気筒コロンブスエンジンのモデルを開発した。1933年には直列2気筒が2つ追加された600cc S6と800cc S8が登場した。第二次世界大戦でオートバイの生産は中断したが1948年には再開し、350cc単気筒モデルのSB35 Reginaを販売した。
1960年にダイムラー・ベンツに買収され、オートバイ生産は終了した。2010年7月15日にホレックスブランドとして復活し2011年度末までにドイツ、オーストリア、スイスで販売された。